# St. Pol British Cemetery
St. Pol British Cemetery is een Britse militaire begraafplaats met gesneuvelden uit de Eerste en Tweede Wereldoorlog, gelegen in de Franse gemeente Saint-Pol-sur-Ternoise (departement Pas-de-Calais). De begraafplaats werd ontworpen door Herbert Baker en ligt langs de weg naar Frévent op 1.350 m ten zuiden van het centrum van Saint-Pol (gemeentehuis). Ze heeft een nagenoeg rechthoekig grondplan met een oppervlakte van 2.350 m² en wordt aan drie zijden omsloten door een bakstenen muur. De voorzijde (kant van de toegang) wordt afgebakend door een haag. In een licht gebogen uitstulping in de oostelijke muur staat het Cross of Sacrifice. De toegang bevindt zich in de zuidwestelijke hoek en bestaat uit een tweedelig metalen hek tussen lage bakstenen constructies met twee zitbanken, waarna een neerwaartse trap met zes treden naar het terrein met de graven leidt.
Op de begraafplaats worden 262 doden herdacht waaronder 3 niet geïdentificeerde.
De begraafplaats wordt onderhouden door de Commonwealth War Graves Commission.

## Geschiedenis

### Eerste Wereldoorlog
De gemeente was tijdens de Eerste Wereldoorlog een militair administratief centrum en werd in maart 1916 door de Britse troepen overgenomen van de Fransen. Van 1 juni 1916 tot 1 juni 1919 was op de renbaan in de buurt van de stad het No.12 Stationary Hospital gestationeerd.
Nadat de uitbreiding van de gemeentelijke begraafplaats, waar men tot nog toe de gesneuvelden begroef, in maart 1918 bijna volzet was begon men met de aanleg van de huidige militaire begraafplaats. De laatste bijzetting vond plaats in juli 1920. 
Er liggen 216 Britten, 20 Australiërs, 14 Canadezen, 5 Nieuw-Zeelanders en 1 Zuid-Afrikaan uit de Eerste Wereldoorlog begraven. 
Zeven Australische militairen worden met Special Memorials herdacht. Ze waren manschappen van het 58th Battalion A.I.F. die op 27 maart 1918 door een granaat bij het station van St. Pol werden gedood. Hun lichamen konden niet meer gelokaliseerd worden.

### Tweede Wereldoorlog
Op de begraafplaats liggen 4 Britse gesneuvelden (waaronder 1 niet geïdentificeerde) uit de Tweede Wereldoorlog begraven. Zij kwamen om bij de gevechten tijdens de terugtrekking van het Britse Expeditieleger naar Duinkerke in mei 1940. 
Er liggen ook 2 niet geïdentificeerde Fransen begraven 

## Graven

### Onderscheiden militairen
- Frederick William McElroy, kapitein bij het Tank Corps werd onderscheiden met de Distinguished Service Order (DSO).
- William Edward Steacy, majoor bij de Canadian Field Artillery en Edward Norman Hodges, kapitein bij het Army Service Corps werden onderscheiden met het Military Cross (MC).
- Reginald Gardyne Rourke, sergeant bij het Tank Corps werd onderscheiden met de Meritorious Service Medal (MSM).
- de korporaals C. Ridette (London Regiment), Edward Lynham (King’s Royal Rifle Corps), T.C. Cromie (Tank Corps) en J. Butler (Royal Garrison Artillery) werden onderscheiden met de Military Medal (MM).

### Aliassen
- sergeant J.O.B. Arthur diende onder het alias bij de Canadian Field Artillery.
- soldaat Alfred Guise diende onder het alias A.G. Priddy bij de Duke of Cornwall's Light Infantry.
- soldaat Charles Edward Sheflin diende onder het alias C. E. Farran bij de Canadian Field Artillery.